# 11-й гвардейский танковый корпус
11-й гвардейский танковый Прикарпатско-Берлинский Краснознамённый ордена Суворова корпус — гвардейское формирование БТМВ РККА Вооружённых Сил СССР, в годы Великой Отечественной войны.

## История

### Создание
Приказом Народного комиссара обороны Союза ССР № 306, от 23 октября 1943 года, 6-й танковый корпус «за образцовое выполнение боевых задач, за героизм и отвагу, стойкость и мужество личного состава в боях с немецко-фашистскими захватчиками» удостоен почётного звания «Гвардия», получил новый войсковой номер и преобразован в 11-й гвардейский танковый корпус.

### Боевой путь
11-й гвардейский танковый корпус входил в состав войск Западного фронта, в феврале 1943 — мае 1945 в 1-ю (с конца апреля 1944 — 1-я гвардейская) танковую армию. Участвовал в Ржевско-Сычёвской наступательной операции, Курской битве, в Житомирско-Бердичевской, Корсунь-Шевченковской, Проскуровско-Черновицкой, Львовско-Сандомирской, Варшавско-Познанской, Восточно-Померанской и Берлинской наступательных операциях.

### В Группе советских войск в Германии
После Великой Отечественной войны в 1945 году корпус переименован в 11-ю гвардейскую танковую дивизию, которая в составе 1-й гвардейской танковой армии вошла в Группу советских оккупационных войск в Германии (ГСОВГ, ЗГВ) . Штаб дивизии дислоцировался в г. Дрезден.
Дивизия принимала участие в операции Дунай.
В 1979 году дивизия получила переходящее знамя, как лучшая дивизия Сухопутных войск СССР. В 1991 году дивизия выведена из Германии.

### В ВС Белоруссии
После начала вывода Группы советских войск в Германии дивизия была выведена в город Слоним Гродненской области, кроме 44-го гвардейского танкового полка, который был выведен во Владимир, и 11 августа 1992 года реорганизована в 11-ю отдельную гвардейскую механизированную бригаду (бел.  11-я асобная механізаваная брыгада).

## Состав
На 23 октября 1943 года:
- Управление корпуса
- 40-я гвардейская танковая Чертковская ордена Ленина, Краснознамённая, орденов Суворова, Кутузова, Богдана Хмельницкого и Красной Звезды бригада (бывшая 22-я)
- 44-я гвардейская танковая Бердичевская ордена Ленина, Краснознамённая, орденов Суворова, Кутузова, Богдана Хмельницкого, Красной Звезды и Красного Знамени МНР бригада «Революционная Монголия» (бывшая 112-я)
- 45-я гвардейская танковая Гусятинская ордена Ленина, Краснознамённая, орденов Суворова, Кутузова и Богдана Хмельницкого бригада (бывшая 200-я)
- 27-я гвардейская мотострелковая Черновицкая Краснознамённая орденов Суворова и Богдана Хмельницкого бригада (бывшая 6-я)
- 399-й гвардейский тяжёлый самоходно-артиллерийский Проскуровско-Берлинский ордена Ленина, Краснознамённый, ордена Кутузова полк имени Г. И. Котовского (бывший 61-й гвардейский отдельный тяжёлый танковый полк)
- 362-й гвардейский самоходно-артиллерийский Черновицкий Краснознамённый орденов Суворова, Кутузова полк (бывший 362-й иптап)
- 1454-й самоходно-артиллерийский Перемышльско-Лодзинский Краснознамённый орденов Суворова и Кутузова полк
- 350-й лёгкий артиллерийский Шепетовско-Гнезненский орденов Суворова, Кутузова и Александра Невского полк
- 270-й гвардейский миномётный Черновицкий Краснознамённый орденов Богдана Хмельницкого и Красной Звезды полк (бывший 270-й)
- 1018-й зенитный артиллерийский Ярославский Краснознамённый полк
- 40-й отдельный гвардейский истребительно-противотанковый Прикарпатский ордена Богдана Хмельницкого дивизион (бывший 391-й иптд) (до 23.09.1944)
- 53-й отдельный гвардейский миномётный Прикарпатский орденов Александра Невского и Красной Звезды дивизион
- 9-й отдельный гвардейский мотоциклетный Бранденбургский ордена Красной Звезды батальон (бывший 40-й обаб)

Части управления корпуса:
- 153-й отдельный гвардейский батальон связи (бывший 351-й)
- 134-й отдельный гвардейский сапёрный батальон (бывший 85-й)
- 72-я отдельная рота химической защиты
- 6-я отдельная автотранспортная рота подвоза ГСМ (до 20.04.1945 года)
- 815-отдельная автотранспортная рота подвоза ГСМ (с 20 апреля 1945 года)
- 75-я полевая танкоремонтная база
- 477-я полевая авторемонтная база
- авиационное звено связи
- 21-й полевой автохлебозавод
- 1931-я полевая касса Госбанка
- 2126-я военно-почтовая станция

По состоянию на 6 июля 1943 года в 6-м танковом корпусе было 164 танка, в том числе: 132 Т-34, 22 Т-70, 10 Т-60.
- 22-я танковая бригада: 58 танков, в том числе: 44 Т-34, 8 Т-70, 6 Т-60.
- 112-я танковая бригада: 53 танка, в том числе: 44 Т-34, 9 Т-70.
- 200-я танковая бригада: 53 танка, в том числе: 44 Т-34, 5 Т-70, 4 Т-60.
- 6 мотострелковая бригада — личного состава 3212 человек, активных штыков — 1441
- 270-й миномётный полк: 120-мм — 36, ПТР — 36.
- 316-й отдельный гвардейский миномётный полк: 24 установки БМ-13

Состав 11-й гвардейской танковой Прикарпатско-Берлинской Краснознамённой, ордена Суворова дивизии на 3.10.1945 года:
- 7-й гвардейский тяжёлый танковый Новгородско-Берлинский Краснознамённый, орденов Суворова и Красной Звезды полк
- 40-й гвардейский танковый Чертковский ордена Ленина, Краснознамённый, орденов Суворова, Богдана Хмельницкого и Красной Звезды полк
- 44-й гвардейский танковый Бердичевский ордена Ленина, Краснознамённый, орденов Суворова, Кутузова, Богдана Хмельницкого, Красной Звезды и Боевого Красного Знамени МНР полк
- 45-й гвардейский танковый Гусятинский ордена Ленина Краснознамённый орденов Суворова и Богдана Хмельницкого полк
- 27-й гвардейский мотострелковый Черновицкий Краснознамённый орденов Суворова и Богдана Хмельницкого полк
- 270-й гвардейский миномётный Черновицкий Краснознамённый орденов Богдана Хмельницкого и Красной Звезды полк
- 350-й гаубичный артиллерийский Шепетовско-Гнезненский орденов Суворова, Кутузова и Александра Невского полк
- 53-й отдельный гвардейский миномётный Прикарпатский орденов Александра Невского и Красной Звезды дивизион
- 1018-й зенитно-артиллерийский Ярославский Краснознамённый ордена Богдана Хмельницкого полк
- 9-й гвардейский мотоциклетный Бранденбургский ордена Красной Звезды батальон
- 153-й отдельный гвардейский Прикарпатский[6] Краснознамённый[7] батальон связи
- 134-й отдельный гвардейский сапёрный Висленский[8] Краснознамённый[7] батальон
- 189-й отдельный медико-санитарный ордена Красной Звезды[9] батальон
- 815-й автотранспортный батальон
- 177-я полевая авторемонтная база
- 75-я подвижная танко-ремонтная база

Состав на 1991 год:

11-я гвардейская танковая Прикарпатско-Берлинская Краснознамённая, ордена Суворова дивизия (Дрезден), пп № 58325 позывной — «Рапид». Выведена в Слоним, кроме 44-го гв. тп — выведен во Владимир, переформирована в 11-ю механизированную бригаду с сохранением почётного наименования и регалий.
- 7-й гвардейский танковый Новгородско-Берлинский Краснознамённый, орденов Суворова и Красной Звезды полк (Майсен):

85 Т-80, 18 БМП-2, 37 БМП-1, 2 БРМ-1К, 18 Д-30, 6 2С12 «Сани»;
- 40-й гвардейский танковый Чертковский ордена Ленина, Краснознамённый, орденов Суворова, Богдана Хмельницкого и Красной Звезды полк (Кёнигсбрюк):

84 Т-80, 18 БМП-2, 37 БМП-1, 2 БРМ-1К, 2 БТР-70, 18 2С1 «Гвоздика», 6 2С12 «Сани»;
- 44-й гвардейский учебный танковый Бердичевский ордена Ленина Краснознамённый орденов Суворова, Кутузова, Богдана Хмельницкого, Красной Звезды, орденов Сухэ-Батора и Боевого Красного Знамени МНР полк имени Сухэ-Батора (Кёнигсбрюк):

86 Т-80, 18 БМП-2, 38 БМП-1, 2 БРМ-1К, 2 БТР-70, 18 Д-30, 6 2С12 «Сани»;
- 249-й гвардейский мотострелковый Черновицкий Краснознамённый, орденов Суворова и Богдана Хмельницкого полк (Дрезден):

34 Т-80, 65 БМП-2, 18 БМП-1, 2 БРМ-1К, 17 БТР-70, 3 БТР-60, 18 2С1 «Гвоздика», 6 2С12 «Сани»;
- 841-й гвардейский самоходно-артиллерийский Черновицкий Краснознамённый, орденов Богдана Хмельницкого и Красной Звезды полк (Хемниц):

36 2СЗ «Акация», 18 «Град», 4 ПРП-3, 3 1В18, 1 1В19, Р-156;
- 1018-й зенитный ракетный Ярославский Краснознамённый, ордена Богдана Хмельницкого полк (Майсен);
- 9-й отдельный гвардейский Бранденбургский Краснознамённый батальон разведки и радиоэлектронной борьбы (Дрезден):

6 Т-80, 10 БМП-2, 7 БРМ-1К, 8 БТР-70, 1 БМП-1КШ, 2 Р-145БМ;
- 153-й отдельный гвардейский Прикарпатский Краснознамённый батальон связи (Дрезден): 10 Р-145БМ, 2 Р-156;
- 134-й отдельный гвардейский Висленский Краснознамённый инженерно-сапёрный батальон (Майссен): 2 ИМР, 4 УР-67;
- 1073-й отдельный батальон материального обеспечения;
- 61-й отдельный ремонтно-восстановительный батальон;
- 189-й отдельный медико-санитарный ордена Красной Звезды батальон, в/ч пп 58837 (Хеллерау).

Итого: 295 танков, 275 БМП, 39 БТР, 72 САУ, 36 орудий, 30 миномётов, 18 РСЗО

## Командиры
- генерал-лейтенант танковых войск Гетман, Андрей Лаврентьевич (с 23.10.1943 по 25.08.1944)
- ВрИО командира корпуса — полковник Арман, Поль Матисович,
- ВрИО командира корпуса — гвардии полковник Ющук, Иван Иванович (во время болезни А. Л. Гетмана)
- полковник Бабаджанян, Амазасп Хачатурович (с 25.08.1944 по 09.05.1945)
- полковник, затем генерал-майор Максимовский, Степан Васильевич (декабрь 1951 — декабрь 1955)
- гвардии генерал-майор танковых войск Шарымов, Павел Сергеевич (6.12.1955—12.03.1959)
- гвардии полковник,  затем генерал-майор (1971) Пономарёв, Павел Фёдорович   (1971-1975)
- гвардии генерал-майор Янушкевич, Василий Антонович (январь 1978 — июнь 1980 )

## Тактические обозначения

Один из вариантов тактического знака

Танки 11-го гвардейского танкового корпуса имели в качестве отличительного знака от одной до трёх коротких белых полос-«шевронов» прямоугольной формы и ромб, в верхнем углу которого указывался цифровой номер бригады, а в нижнем — тактический номер машины. При этом одна прямоугольная полоса обозначала 40-ю, две — 44-ю, а три — 45-ю гвардейские танковые бригады.

## Награды и почётные наименования
| Награда, наименование                 | Кем награждён и дата награждения                                                  | За что награждён |
| ------------------------------------- | --------------------------------------------------------------------------------- | --- |
| Почётное звание «Гвардейский»         | Присвоено приказом Народного комиссара обороны СССР № 306 от 23 октября 1943 года | При преобразовании в 11-й гвардейский танковый корпус «за образцовое выполнение боевых задач, за героизм и отвагу, стойкость и мужество личного состава в боях с немецко-фашистскими захватчиками».   |
| Почётное наименование «Прикарпатский» | Присвоено приказом ВГК № 097 от 16 апреля 1944 года                               | «За отличие в боях при разгроме немецко-фашистских захватчиков в предгорьях Карпат и выход на юго-западную государственную границу».                                                                  |
| Орден Красного Знамени                | Награждён Указом ПВС СССР от 19 февраля 1945 года                                 | «За образцовое выполнение заданий командования в боях с немецкими захватчиками, за овладение городами: Лодзь, Кутно, Томашув (Ромашов),Гостынин, Ленчица и проявленные при этом доблесть и мужество». |
| Орден Суворова II степени             | Награждён Указом ПВС СССР от 26 апреля 1945 года                                  | «За образцовое выполнение заданий командования в боях с немецкими захватчиками при овладении городами Тчев (Диршау), Вейхарово (Нойштадт), Пуцк (Путциг) и проявленные при этом доблесть и мужество». |
| Почётное наименование «Берлинский»    | Присвоено приказом ВГК № 0111 от 11 июня 1945 года                                | «В ознаменование одержанной победы и за отличие в боях за овладение Берлином». |

(Танковый фронт 1939—1945)

## Отличившиеся воины

### Герои Советского Союза
43 воина корпуса удостоены звания Героя Советского Союза:
| п/п | Фамилия, имя, отчество              | Звание, должность                                                                                         |
| --- | ----------------------------------- | --- |
| 1.  | Азаров Алексей Никонорович          | гвардии лейтенант, командир батареи артиллерийского дивизиона 27-й гвардейской мотострелковой бригады.    |
| 2.  | Акиняев Егор Григорьевич            | гвардии старший лейтенант, командир танковой роты 45-й гвардейской танковой бригады                       |
| 3.  | Амеличкин Сергей Георгиевич         | старшина, механик-водитель СУ-85 1454-го самоходно-артиллерийского полка                                  |
| 4.  | Ахметзянов Зайнетдин Низамутдинович | гвардии ефрейтор, сапёр 134-го отдельного гвардейского сапёрного батальона                                |
| 5.  | Бабаджанян Амазасп Хачатурович      | гвардии полковник, командир 11-го гвардейского танкового корпуса                                          |
| 6.  | Белоусько Иван Васильевич           | гвардии старший лейтенант, командир танковой роты 45-й гвардейской танковой бригады                       |
| 7.  | Бенберин Василий Митрофанович       | гвардии лейтенант, командир танка 44-й гвардейской танковой бригады                                       |
| 8.  | Богданенко Григорий Иванович        | гвардии старшина, механик-водитель танка 45-й гвардейской танковой бригады                                |
| 9.  | Боридько Фёдор Петрович             | гвардии майор, командир танкового батальона 44-й гвардейской танковой бригады                             |
| 10. | Ваганов Александр Васильевич        | гвардии майор, командир танкового батальона 45-й гвардейской танковой бригады                             |
| 11. | Виноградов Григорий Аркадьевич      | гвардии лейтенант, командир танка 44-й гвардейской танковой бригады                                       |
| 12. | Власов Андрей Яковлевич             | гвардии капитан, командир танковой роты 40-й гвардейской танковой бригады                                 |
| 13. | Гетман Андрей Лаврентьевич          | гвардии генерал-лейтенант, командир 11-го гвардейского танкового корпуса.                                 |
| 14. | Гинтовт Витольд Михайлович          | гвардии старшина, механик-водитель танка 45-й гвардейской танковой бригады.                               |
| 15. | Гусаковский Иосиф Ираклиевич        | гвардии полковник, дважды Герой Советского Союза, командир 44-й гвардейской танковой бригады              |
| 16. | Днепров Пётр Алексеевич             | гвардии капитан, заместитель командира танкового батальона 44-й гвардейской танковой бригады              |
| 17. | Замула Михаил Кузьмич               | лейтенант, командир танкового взвода 200-й танковой бригады                                               |
| 18. | Захаров Иван Константинович         | гвардии старший лейтенант, командир танкового батальона 40-й гвардейской танковой бригады                 |
| 19. | Иванов Александр Петрович           | гвардии капитан, заместитель командира танкового батальона 44-й гвардейской танковой бригады              |
| 20. | Иванов Борис Петрович               | гвардии майор, командир танкового батальона 40-й гвардейской танковой бригады                             |
| 21. | Карабанов Алексей Алексеевич        | гвардии капитан, командир танкового батальона 44-й гвардейской танковой бригады                           |
| 22. | Кибизов Александр Николаевич        | сержант, командир СУ-100 1454-го самоходноартиллерийского полка                                           |
| 23. | Ковальский Антон Филиппович         | гвардии ефрейтор, сапёр 134-го отдельного гвардейского сапёрного батальона                                |
| 24. | Колесников Пётр Федосеевич          | лейтенант, командир СУ-85 1454-го самоходно-артиллерийского полка                                         |
| 25. | Корюкин, Геннадий Петрович          | гвардии старший лейтенант, командир танковой роты 45-й гвардейской танковой бригады                       |
| 26. | Кравченко Иван Хотович              | гвардии лейтенант, командир танкового взвода 44-й гвардейской танковой бригады                            |
| 27. | Кривенко Федосий Пимонович          | гвардии младший лейтенант, командир танкового взвода 45-й гвардейской танковой бригады                    |
| 28. | Максаков Владимир Николаевич        | гвардии лейтенант, командир танкового взвода 45-й гвардейской танковой бригады                            |
| 29. | Мельников Пётр Андреевич            | подполковник, командир 1454-го самоходно-артиллерийского полка                                            |
| 30. | Меньшиков Александр Владимирович    | гвардии лейтенант, командир взвода автоматчиков 44-й гвардейской танковой бригады                         |
| 31. | Назаренко Александр Константинович  | гвардии старший лейтенант, командир танковой роты 40-й гвардейской танковой бригады                       |
| 32. | Никонов Константин Павлович         | гвардии старший лейтенант, командир танкового взвода 44-й гвардейской танковой бригады                    |
| 33. | Орехов Пётр Иванович                | гвардии майор, командир танкового батальона 44-й гвардейской танковой бригады                             |
| 34. | Орликов Александр Михайлович        | гвардии старший лейтенант, командир танковой роты 44-й гвардейской танковой бригады                       |
| 35. | Петровский Георгий Семёнович        | гвардии лейтенант, командир танкового взвода 44-й гвардейской танковой бригады                            |
| 36. | Пинский Матвей Савельевич           | гвардии майор, командир танкового батальона 44-й гвардейской танковой бригады                             |
| 37. | Соколов Юрий Сергеевич              | гвардии старший лейтенант, командир танковой роты 45-й гвардейской танковой бригады                       |
| 38. | Уруков Виталий Иванович             | гвардии капитан, командир батальона автоматчиков 40-й гвардейской танковой бригады                        |
| 39. | Усанов Константин Яковлевич         | гвардии капитан, командир батальона автоматчиков 44-й гвардейской танковой бригады                        |
| 40. | Худяков Александр Алексеевич        | гвардии старшина, механик-водитель танка 45-й гвардейской танковой бригады                                |
| 41. | Чугунин Михаил Васильевич           | гвардии лейтенант, командир танка 45-й гвардейской танковой бригады                                       |
| 42. | Юдин Виктор Степанович              | гвардии старший лейтенант, заместитель командира батальона автоматчиков 44-й гвардейской танковой бригады |
| 43. | Яркин Иван Петрович                 | гвардии старшина, механик-водитель танка 45-й гвардейской танковой бригады                                |

Помимо приведённых в списке А. Л. Гетмана звания Героя Советского Союза в составе корпуса удостоился также наводчик миномёта 270-го гвардейского миномётного полка гвардии ефрейтор Михаил Михин.

### Кавалеры ордена Славы 3-х степеней.[12]
- Соловьёв, Василий Захарович, гвардии старшина, санитарный инструктор 2 танкового батальона 45 гвардейской танковой бригады .
- Сахаров Иван Фомич, 1925 года рождения. Звание: гвардии сержант. Командир отделения 50 гвардейского тяжелого танкового полка

## Документальные фильмы
- Семья гвардейская. Архивная копия от 31 января 2021 на Wayback Machine